# Asyma
Asyma (ros. Асыма) – wieś w Rosji, w Jakucji, w ułusie gornym. W 2021 liczyła 608 mieszkańców.